# Oebalia costarica
Oebalia costarica är en tvåvingeart som beskrevs av Thomas Pape 1989. Oebalia costarica ingår i släktet Oebalia och familjen köttflugor.
Artens utbredningsområde är Costa Rica. Inga underarter finns listade i Catalogue of Life.